# Annestad
Annestad er et område i den østlige del af Bunkeflostrand i Skåne. Området ligger syd for Yttre Ringvägen og kalkbruddet i Linhamn, beliggende tæt på Øresundsbroen.

## Bygninger
I Annestad findes ca. 1200 lejligheder på 2-4 etager. I den østligste del ligger boligkollektivet BoAktiv Landgången. Midt i Annestad er der en del forretninger med en dagligvarebutik, en frisør og et pizzeria. Capio Citykliniken har et sundhedscenter i området. Ved Annestads nordligste del findes kaféen og turistcentret Skånegården. Under foråret 2013 grundlagde Malmø by et område med kolonihaver uden bebyggelse som findes vest om Skånegården. I den østligste del findes en park for børns vinterlege. Annestad afgrænses i vest med boldbaner, parker og en legeplads. I denne del af er der også en børnehave som blev åbnet i 2007. 

## Transport
I Annestad kører bybus 6 som løber mellem Klagshamn/Bunkeflostrand og Videdal/Toftanäs, med stop ved Hyllie Station/Emporia (indkøbscenter). Annestads busstoppested trafikeres også af bus 999, en pendlerbus til København og Københavns lufthavn. Yttre Ringvägen ligger lige nord for området og trafikknudepunktet Vintrie er nærmest området, hvilket også er sidste frakørsel i Sverige før Øresundsbroen.